# 詳穩
詳穩，又作常袞、敞穩。遼國職官名。其名稱屬於音譯，沒有固定漢字以指代。根據錢大昕《廿二史考異》，詳穩即漢語相公的音轉。遼國各機構多設立此職。見於史傳者包括：王府常袞、皮室詳穩（掌管拽、刺、墨、離）、軍詳穩、坊詳穩、監鹿詳穩等。其官品並不一致。沈濤在《銅熨斗齋隨筆》卷六引用《欽定遼史語解》說：“詳袞，理事官也。”